# Аппенцелль-Аусерроден
А́ппенцелль-Внешний (нем. Appenzell Ausserrhoden, фр. Appenzell Rhodes-Extérieures, буквально «Внешние Роды») — немецкоязычный полукантон на северо-востоке Швейцарии, в 1597 году был выделен из кантона Аппенцелль. Административный центр — город Херизау, высшие судебные органы расквартированы в городе Трогене. Население — 53 438 человек (21-е место; данные 2012 года). Окружён кантонами Санкт-Галлен и Аппенцелль-Иннерроден.

## Административное деление
Кантон делится на 20 коммун:
- Бюлер
- Вальд
- Вальдштатт
- Вальценхаузен
- Вольфхальден
- Гайс
- Груб
- Лутценберг
- Реэтобель
- Ройте
- Тойфен
- Троген
- Урнеш
- Хайден
- Херизау
- Хундвиль
- Швельбрун
- Шёненгрунд
- Шпайхер
- Штайн